# Emagine Group
Die emagine Group ist ein europäisches Beratungsunternehmen in den Bereichen IT, Engineering sowie Business. Sie ist an 25 Standorten in 10 Ländern präsent. Die emagine Group zählt über 5300 Mitarbeiter, inklusive Berater und Partner. 2022 belief sich der Umsatz auf 600 Mio. EUR. Der Hauptsitz der emagine Group ist Kopenhagen in Dänemark.

## Unternehmensgeschichte
Das heutige Geschäftsmodell von emagine ist das Ergebnis einiger Mergers & Acquisitions, beginnend in den späten 1990ern durch die Parity Group PLC, ein börsennotiertes Unternehmen für IT-Services mit Hauptsitz in Großbritannien. Ergebnis der Akquisitionen war eine europäische Geschäftseinheit, die Frankreich, Deutschland, Belgien, die Niederlande und die Schweiz umfasste. 2006 erwarb GFT Technologies, ein deutsches börsennotiertes Unternehmen für IT-Services, die französische und deutsche Sparte von Parity und konsolidierte diese in den Geschäftsbereich Resourcing. 2007 wurde eine britische Geschäftsstelle eröffnet. Anfang 2013 benannte GFT den Geschäftsbereich Resourcing um in emagine und vereinte in diesem Zuge alle lokalen Aktivitäten unter einer gemeinsamen Marke. 2015 erwarb das Managementteam unter der Leitung von Jean-François Bodin emagine von GFT durch einen Leveraged Buy-out, in Kombination mit einem Carve-out. 2021 wurde emagine von dem skandinavischen Unternehmen ProData Consult gekauft. Die neue Einheit firmiert seit September 2022 unter dem Namen emagine.

## Struktur und aktuelle Geschäftstätigkeit
Die emagine Group ist in den Ländern Dänemark, Deutschland, Frankreich, Großbritannien, Irland, Niederlande, Norwegen, Polen, Portugal, Schweden und Indien vertreten. In Deutschland ist die emagine GmbH als Unternehmen für IT und Engineering Consulting tätig. Im Engineering liegt der Fokus auf den Branchen Automobilindustrie, Energieversorgung und -erzeugung, Maschinenbau, Öl & Gas sowie Schiene (Schienenverkehr). Die emagine GmbH ist an den Standorten Berlin, Düsseldorf, Frankfurt am Main, Hamburg, München und Stuttgart präsent. Mit 79 Millionen Euro Umsatz im Jahr 2022 machte das Geschäft in Deutschland rund 14 % des gruppenweiten Umsatzes aus.